# Вартанян, Стелла Иосифовна
Стелла Иосифовна Вартанян, в девичестве Мусиева (азерб. Stella Musiyeva; род. 9 декабря 1970, Баку) — российская гандболистка (вратарь) и гандбольная судья; 3-кратная чемпионка России, обладательница Кубка городов и Суперкубка ЕГФ. Директор Спортивной школы олимпийского резерва по гандболу Волгоградской области (центр развития гандбола «Динамо») и Волгоградской региональной общественной организации «Федерация гандбола». Мастер спорта России международного класса, судья всероссийской и международной категории.

## Биография
Уроженка Баку, гандболом занялась в возрасте 9 лет с поддержки мамы. Окончила ДЮСШ № 277 г. Баку. Игровую карьеру начинала в бакинском «Автомобилисте», по окончании школы попала в дубль команды мастеров. После начала конфликта в Карабахе покинула Баку с семьёй и уехала в Волгоград, где стала выступать за местный «Мелиоратор». Её тренером стал Левон Акопян. После объединения с волгоградским «Ротором» стала чемпионкой России в сезоне 1992/1993, принеся клубу первую в истории подобную победу. В дальнейшем выступала за испанские команды «Малага» и «Леганес», куда уехала, чтобы выступать в своё удовольствие, однако из-за проблем с визой провела мало времени в Испании и после возвращения в Россию завершила игровую карьеру.
В сборную России Стелла попала в период, когда команда осталась без опытных игроков, вследствие чего не смогла со сборной пробиться на Олимпиаду в Атланту. В 1996 году выступила на чемпионате Европы в Дании (7-е место), в 1997 году на чемпионате мира в Германии, где заняла 4-е место; также в её активе была победа в 1996 году на студенческом чемпионате мира в Болгарии в составе сборной России (представляла ВГИФК). Также в 1997 году сыграла два матча за сборную России против Норвегии (поражения 20:23 и 29:30), посвящённые памяти полярников, погибших в авиакатастрофе на Шпицбергене год тому назад. Всем участникам матчей от имени работавших на Шпицбергене шахтёров вручили знак «Почётный полярник».
После завершения игровой карьеры Вартанян около полсезона работала вторым тренером у Левона Акопяна, после чего ушла в декрет. Позже она стала судьёй международной категории и делегатом матчей, проработав много времени с Валерией Гусевой в качестве пары судей. В 2012 году впервые провела матч в качестве технического делегата в рамках молодёжного чемпионата мира в Остраве, отработав на 9 молодёжных первенствах мира, двух мужских чемпионатах мира, трёх женских, чемпионате Европы и Олимпиаде в Рио-де-Жанейро. С 2011 года работает инспектором матчей и техническим делегатом, входит в число технических делегатов Международной федерации гандбола; является директором центра развития гандбола «Динамо». В 2019 году работала на чемпионате мира в Японии и входила в бригаду, работавшую на финальной встрече.
Замужем, есть двое детей и внук.

## Достижения
- Обладатель Кубка ЕГФ (1995)
- Обладатель Суперкубка Европы (1996)
- Чемпион России (1993)
- Чемпион мира среди студентов (1996)